# Agatozma
Agatozma (lat. Agathosma) biljni rod iz porodice rutovki. Pripada mu preko 130 vrsta vazdazelenih grmova koji rastu po jugu Afrike.
Rod je opisan 1809. godine

## Vrste
1. Agathosma abrupta Pillans
2. Agathosma acocksii Pillans
3. Agathosma acutissima Dümmer
4. Agathosma adenandriflora Schltr.
5. Agathosma adenocaulis Eckl. & Zeyh.
6. Agathosma adnata Pillans
7. Agathosma aemula Schltr.
8. Agathosma affinis Sond.
9. Agathosma alaris Cham.
10. Agathosma alligans I.Williams
11. Agathosma alpina Schltr.
12. Agathosma alticola Schltr. ex Dümmer
13. Agathosma anomala E.Mey. ex Sond.
14. Agathosma apiculata G.Mey. ex Bartl. & H.L.Wendl.
15. Agathosma asperifolia Eckl. & Zeyh.
16. Agathosma barnesiae Compton
17. Agathosma bathii (Dümmer) Pillans
18. Agathosma betulina (P.J.Bergius) Pillans
19. Agathosma bicolor Dümmer
20. Agathosma bicornuta R.A.Dyer
21. Agathosma bifida Bartl. & H.L.Wendl.
22. Agathosma bisulca Bartl. & H.L.Wendl.
23. Agathosma blaerioides Cham.
24. Agathosma bodkinii Dümmer
25. Agathosma capensis (L.) Dümmer
26. Agathosma capitata Sond.
27. Agathosma cedrimontana Dümmer
28. Agathosma cephalodes E.Mey. ex Sond.
29. Agathosma cerefolia (Vent.) Bartl. & H.L.Wendl.
30. Agathosma ciliaris (L.) Druce
31. Agathosma ciliata (L.) Link
32. Agathosma clavisepala R.A.Dyer
33. Agathosma collina Eckl. & Zeyh.
34. Agathosma concava Pillans
35. Agathosma conferta Pillans
36. Agathosma cordifolia Pillans
37. Agathosma corymbosa (Montin) G.Don
38. Agathosma craspedota E.Mey. ex Sond.
39. Agathosma crassifolia Sond.
40. Agathosma crenulata (L.) Pillans
41. Agathosma decurrens Pillans
42. Agathosma dentata Pillans
43. Agathosma dielsiana Schltr. ex Dümmer
44. Agathosma distans Pillans
45. Agathosma divaricata Pillans
46. Agathosma dregeana Sond.
47. Agathosma elata Sond.
48. Agathosma elegans Cham.
49. Agathosma eriantha (Steud.) Steud.
50. Agathosma esterhuyseniae Pillans
51. Agathosma florida Sond.
52. Agathosma florulenta Sond.
53. Agathosma foetidissima (Bartl. & H.L.Wendl.) Steud.
54. Agathosma foleyana Dümmer
55. Agathosma fraudulenta Sond.
56. Agathosma geniculata Pillans
57. Agathosma giftbergensis E.Phillips
58. Agathosma glabrata Bartl. & H.L.Wendl.
59. Agathosma glandulosa (Thunb.) Sond.
60. Agathosma gnidiiflora Dümmer
61. Agathosma gonaquensis Eckl. & Zeyh.
62. Agathosma hirsuta Pillans
63. Agathosma hispida (Thunb.) Bartl. & H.L.Wendl.
64. Agathosma hookeri Sond.
65. Agathosma humilis Sond.
66. Agathosma imbricata (L.) Willd.
67. Agathosma insignis (Compton) Pillans
68. Agathosma involucrata Eckl. & Zeyh.
69. Agathosma joubertiana Schltdl.
70. Agathosma juniperifolia Bartl.
71. Agathosma kougaensis Pillans
72. Agathosma krakadouwensis Dümmer
73. Agathosma lanceolata (L.) Engl.
74. Agathosma lancifolia Eckl. & Zeyh.
75. Agathosma latipetala Sond.
76. Agathosma leptospermoides Sond.
77. Agathosma linifolia (Licht. ex Schult.) Bartl. & H.L.Wendl.
78. Agathosma longicornu Pillans
79. Agathosma marifolia Eckl. & Zeyh.
80. Agathosma marlothii Dümmer
81. Agathosma martiana Sond.
82. Agathosma microcalyx Dümmer
83. Agathosma microcarpa (Sond.) Pillans
84. Agathosma minuta Schltdl.
85. Agathosma mirabilis Pillans
86. Agathosma mucronulata Sond.
87. Agathosma muirii E.Phillips
88. Agathosma mundtii Schltdl. & Cham.
89. Agathosma namaquensis Pillans
90. Agathosma odoratissima (Montin) Pillans
91. Agathosma orbicularis (Thunb.) Bartl. & H.L.Wendl.
92. Agathosma ovalifolia Pillans
93. Agathosma ovata (Thunb.) Pillans
94. Agathosma pallens Pillans
95. Agathosma pattisonae Dümmer
96. Agathosma peglerae Dümmer
97. Agathosma pentachotoma E.Mey. ex Sond.
98. Agathosma phillipsii Dümmer
99. Agathosma pilifera Schltdl.
100. Agathosma planifolia Sond.
101. Agathosma propinqua Sond.
102. Agathosma puberula (Steud.) Fourc.
103. Agathosma pubigera Sond.
104. Agathosma pulchella (L.) Link
105. Agathosma pungens (E.Mey. ex Sond.) Pillans
106. Agathosma purpurea Pillans
107. Agathosma recurvifolia Sond.
108. Agathosma rehmanniana Dümmer
109. Agathosma riversdalensis Dümmer
110. Agathosma robusta Eckl. & Zeyh.
111. Agathosma roodebergensis Compton
112. Agathosma rosmarinifolia (Bartl.) I.Williams
113. Agathosma rubricaulis Dümmer
114. Agathosma rudolphii I.Williams
115. Agathosma sabulosa Sond.
116. Agathosma salina Eckl. & Zeyh.
117. Agathosma scaberula Dümmer
118. Agathosma sedifolia Schltdl.
119. Agathosma serpyllacea (Schult.) Licht. ex Bartl. & H.L.Wendl.
120. Agathosma serratifolia (Curtis) Spreeth
121. Agathosma sladeniana Glover
122. Agathosma spinescens Dümmer
123. Agathosma spinosa Sond.
124. Agathosma squamosa (Willd. ex Schult.) Bartl. & H.L.Wendl.
125. Agathosma stenopetala (Steud.) Steud.
126. Agathosma stenosepala Pillans
127. Agathosma stilbeoides Dümmer
128. Agathosma stipitata Pillans
129. Agathosma stokoei Pillans
130. Agathosma subteretifolia Pillans
131. Agathosma tabularis Sond.
132. Agathosma thymifolia Schltdl.
133. Agathosma trichocarpa Holmes
134. Agathosma tulbaghensis Dümmer
135. Agathosma umbonata Pillans
136. Agathosma unicarpellata (Fourc.) Pillans
137. Agathosma venusta (Eckl. & Zeyh.) Pillans
138. Agathosma virgata (Lam.) Bartl. & H.L.Wendl.
139. Agathosma zwartbergensis Pillans